# Christopher Fulford
Pour les articles homonymes, voir Fulford.
Christopher Fulford, né à Londres le 1955, est un acteur britannique qui est surtout connu pour ses seconds rôles dans de nombreuses émissions de télévision britanniques.

## Biographie
Christopher Fulford s'est marié en 1992 avec l'actrice Camille Coduri. Le couple a deux enfants, nés en 1993 et 1996.

## Filmographie partielle

### Cinéma
- 1987 : L'Irlandais
- 1990 : Aux sources du Nil
- 1994 : Ludwig van B.
- 1999 : Des chambres et des couloirs
- 2001 : Hotel
- 2002 : Compte à rebours mortel
- 2004 : Millions
- 2005 : Joyeux Noël
- 2010 : Vous allez rencontrer un bel et sombre inconnu
- 2012 : Tower Block
- 2015 : Queen of the Desert : Winston Churchill
- 2018 : Hypnose (The Guardian Angel)  d’Arto Halonen : Thuesen
- 2019 :

Burning Men : Lenny
- 2025 : 28 Ans plus tard (28 Years Later) de Danny Boyle : Sam

### Télévision
- 1993 : Scarlet and Black : Napoléon (3 épisodes)
- 1996 : Un cœur innocent : Daniel Dawkins (téléfilm)
- 2001 : Les Brumes d'Avalon (téléfilm)
- 2007 : La Loi de Murphy (série télévisée, 3 épisodes)
- 2008 : The Last Enemy (mini-série, 4 épisodes)
- 2009 : Inspecteur Barnaby, épisode The Black Book : Alan Best
- 2009-2010 : Whitechapel (série télévisée, 5 épisodes)
- 2014 : Londres, police judiciaire : Mickey Belker (série télévisée, 1 épisode)
- 2015 : The Musketeers : Gus (série télévisée, 1 épisode)